# Mahatma Otoo
Mahatma Osumanu Otoo (Accra, 1992. február 6.) ghánai válogatott labdarúgó, aki jelenleg az Ümraniyespor játékosa.

## Sikerei, díjai

### Csapat
- Espérance de Tunis
  - Tunéziai bajnok: 2010-11

### Egyéni
- Ghánai első osztály szezon játékosa: 2008[2]
- Ghánai első osztály év játékosa: 2009[3]
- Ghánai első osztály gólkirálya: 2012-13
- Afrika-játékok szezon játékosa: 2011
- Afrika-játékok gólkirálya: 2011

## Külső hivatkozások
- Mahatma Otoo (angol nyelven). national-football-teams.com
- Mahatma Otoo (angol nyelven). worldfootball.net
- Mahatma Otoo (angol, német nyelven). fifa.com[halott link]
- Mahatma Otoo (német nyelven). fussballdaten.de